# Olga Bloch
Olga Bloch (* 30. August 1900 in Breslau; † 16. April 1945 auf einem KZ-Transport zwischen Hagenow Land und Wittenberge) war eine deutsche Kunsthistorikerin.

## Leben
Olga Bloch war die Tochter des Kaufmanns Alfred Bloch und seiner Ehefrau Rosa, geb. Henschel. Sie besuchte bis Ostern 1918 die Städtische Victoriaschule in Breslau und erhielt dann Privatunterricht bis zur Reifeprüfung, die sie Ostern 1921 am Maria-Magdalenen-Gymnasium ablegte. Anschließend studierte sie in Breslau, Berlin, Göttingen und Frankfurt Kunstgeschichte, Klassische Archäologie, Geschichte, Literatur und Griechisch. Auf Anregung von Kurt Luthmer vom Hessischen Landesmuseum Kassel verfasste sie eine Dissertation zur Kasseler Fayencemanufaktur und wurde damit am 31. Juli 1928 bei Rudolf Kautzsch in Frankfurt promoviert. Danach war sie in Berlin als freie Kunsthistorikerin tätig und schrieb für die jüdische CV-Zeitung Kunstkritiken. Von Band 25, 1931 bis 27, 1933 schrieb sie zehn Artikel für das Allgemeine Lexikon der Bildenden Künstler von der Antike bis zur Gegenwart. Am 30. Mai 1932 hielt sie im Berliner Rundfunk einen Vortrag „Die Not der freien Kunsthistoriker“. In den Berliner Adressbüchern ist sie bis 1937 als wohnhaft in der Dörnbergstr. 6 in Tiergarten verzeichnet. Am 19. Dezember 1938 emigrierte sie in die Niederlande. Dort wurde sie am 15. April 1943 in das Durchgangslager Westerbork gebracht. Am 12. Januar 1944 kam sie von dort in das KZ Bergen-Belsen, am 10. April 1945 wurde sie in das KZ Theresienstadt abtransportiert und starb auf dem Weg dorthin.

## Veröffentlichungen (Auswahl)
- Geschichte der Kasseler Fayencemanufakur. Coburg 1931 (Teildruck der Dissertation von 1928, mit Lebenslauf).
- Jüdische Kunst und Geschichte in der Ausstellung „Altes Berlin“. In: CV-Zeitung Nr. 22, 30. Mai 1930, S. 291–292.
- „Kult und Form“. Die Ausstellung im Berliner Kunstgewerbemuseum. In: CV-Zeitung Nr. 46, 14. November 1930, S. 597–598.
- Jüdische Kunstsammler. In: Der Morgen 11, 1935, S. 348–351.
- Unsere Ahnen. Die Porträt-Ausstellung im Berliner Jüdischen Museum. In: CV-Zeitung 12. November 1936.
- Neuordnung in Berliner Jüdischen Museum. In: CV-Zeitung 24. März 1938.